# Alexandru Lulescu
Alexandru Lulescu (n. 1 iunie 1932, București, România – d. 16 iunie 2022) a fost un actor român, care a jucat pe scena Teatrului de Revistă „Constantin Tănase” din București. A format un cuplu de comedie cu actorul Nicu Constantin. A fost finul actorului Alexandru Arșinel. 

## Distincții
- Medalia Meritul Cultural clasa I (12 septembrie 1968) „pentru merite în activitatea muzicală”[6]
- Ordinul Meritul Cultural în grad de Ofițer, Categoria D - „Arta Spectacolului”, (7 februarie 2004) „în semn de apreciere a întregii activități și pentru dăruirea și talentul interpretativ pus în slujba artei scenice și a spectacolului”[7]

## Filmografie
- Vacanță la mare (1963)
- Împușcături pe portativ (1966)
- Cercul magic (1975)
- Premiul întîi (1979) - film TV
- Borvizomanii (1988) - film TV
- Muzica e viața mea (1988)